# Horniman Museum
L'Horniman Museum and Gardens è un museo a Forest Hill, Londra. L'edificio, commissionato nel 1898, è stato costruito su progetto di Charles Harrison Townsend in stile moderno e inaugurato nel 1901.  Espone collezioni di antropologia, storia naturale e strumenti musicali ed è noto per la sua vasta collezione di animali imbalsamati. L'edificio è classificato Grade II *.
È un ente pubblico non dipartimentale del Dipartimento per la cultura, i media e lo sport ed è costituito come società e ente benefico ai sensi della legge inglese.

## Storia
Il museo venne fondato nel 1901 da Frederick John Horniman che aveva ereditato l'attività di Horniman's Tea da suo padre, che nel 1891 era diventata la più grande attività commerciale di tè al mondo.
I proventi dell'attività consentirono a Horniman di assecondare la sua passione di una vita per il collezionismo. Dopo aver viaggiato molto aveva raccolto circa 30.000 oggetti nelle sue varie collezioni, coprendo la storia naturale, i manufatti culturali e gli strumenti musicali.
Nel 1911, il figlio di Frederick Horniman, Emslie, donò un edificio aggiuntivo a ovest dell'edificio principale, originariamente contenente un'aula magna e una biblioteca. Anche questo venne progettato da Townsend. Una nuova estensione, inaugurata nel 2002, è stata progettata da Allies e Morrison.

## Collezioni
L'Horniman è specializzato in antropologia, storia naturale e strumenti musicali e ha una collezione di 350.000 oggetti. Le raccolte etnografiche e musicali hanno lo status di Designato. Una delle sue mostre più famose è la vasta collezione di animali imbalsamati. Ha anche un acquario.

## Giardini

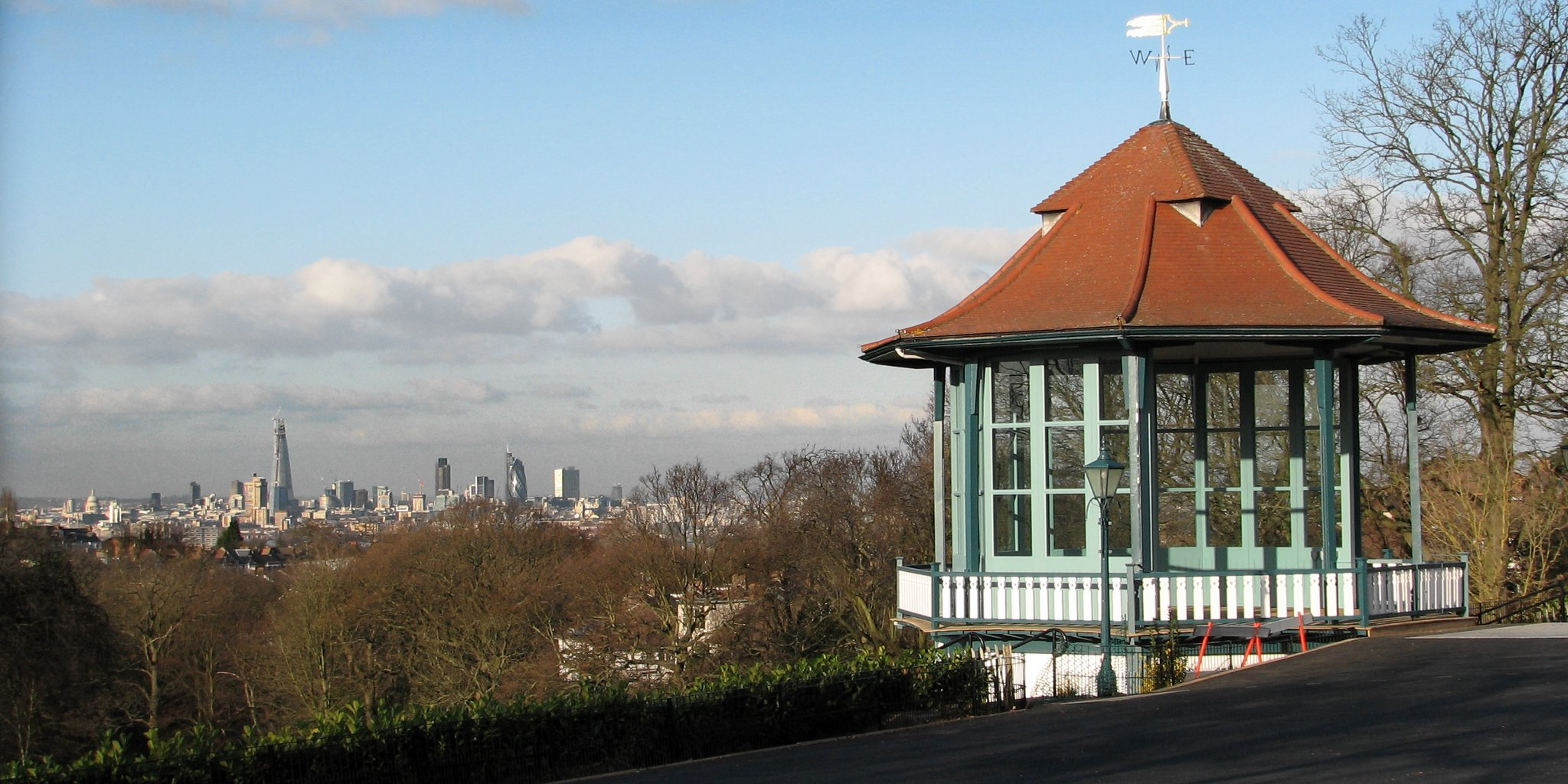
Il palco dell'orchestra con vista sullo skyline di Londra

Il museo è situato in 65.000 m2 di giardini, con le seguenti caratteristiche:
- Una serra classificata di II grado del 1894 trasferita dalla casa della famiglia Hornimans a Croydon all'attuale sede negli anni 1980.
- Un palco per l'orchestra del 1912
- Un recinto per piccoli animali
- Una casa delle farfalle
- Un percorso naturalistico
- Un giardino ornamentale
- Piante per materiali, medicinali, alimenti e coloranti
- Un giardino sonoro con grandi strumenti musicali
- Un nuovo edificio, il "Padiglione", per lavorare su materiali esterni alle collezioni.

I giardini sono anche elencati di grado II nel registro dei parchi storici e dei giardini di interesse storico speciale in Inghilterra.

### Mosaico

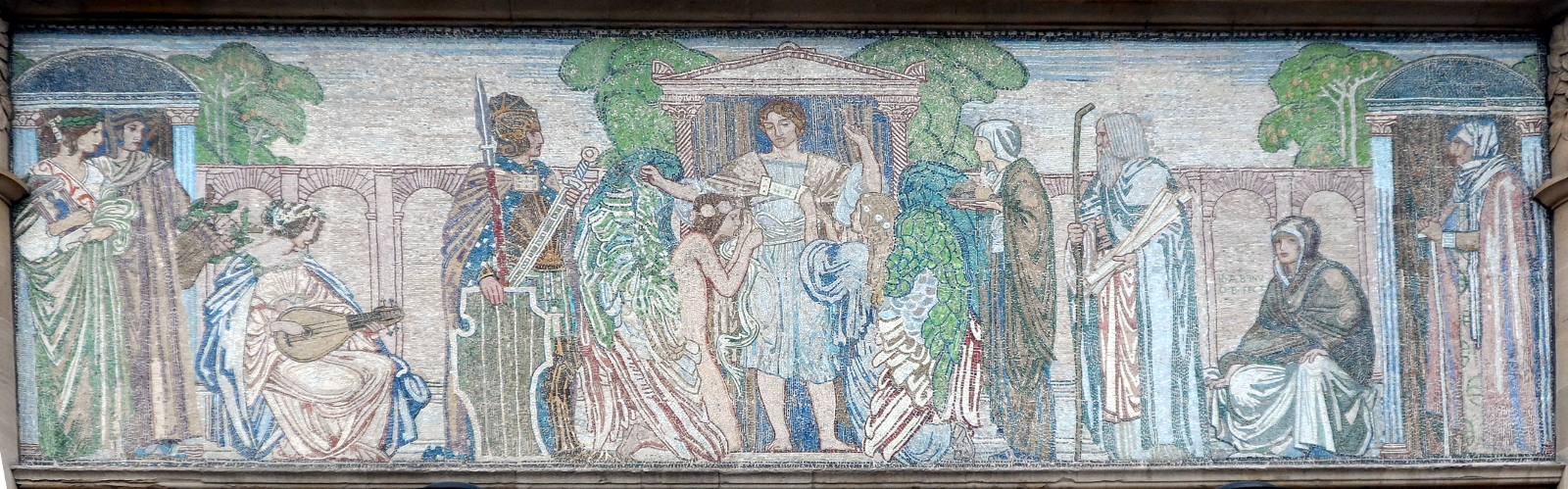
Humanity in the House of Circumstance

Sul muro di London Road dell'edificio principale c'è un murale a mosaico neoclassico intitolato Humanity in the House of Circumstance, progettato da Robert Anning Bell e assemblato da un gruppo di giovani donne nel corso di 210 giorni. Composto da più di 117.000 singole tessere, misura 3 x 9,8 metri e simboleggia le aspirazioni e i limiti personali.
Le tre figure all'estrema sinistra rappresentano Arte, Poesia e Musica, in piedi accanto a un portale che simboleggia la nascita, mentre la figura armata rappresenta la Resistenza. Le due figure inginocchiate rappresentano Amore e Speranza, mentre la figura centrale simboleggia l'Umanità. La Carità sta a destra portando fichi e vino, seguita dalla Saggezza dai capelli bianchi che tiene un bastone e una figura seduta che rappresenta la Meditazione. Infine, una figura che simboleggia la Rassegnazione si trova presso la porta di destra, che rappresenta la morte.

### Totem

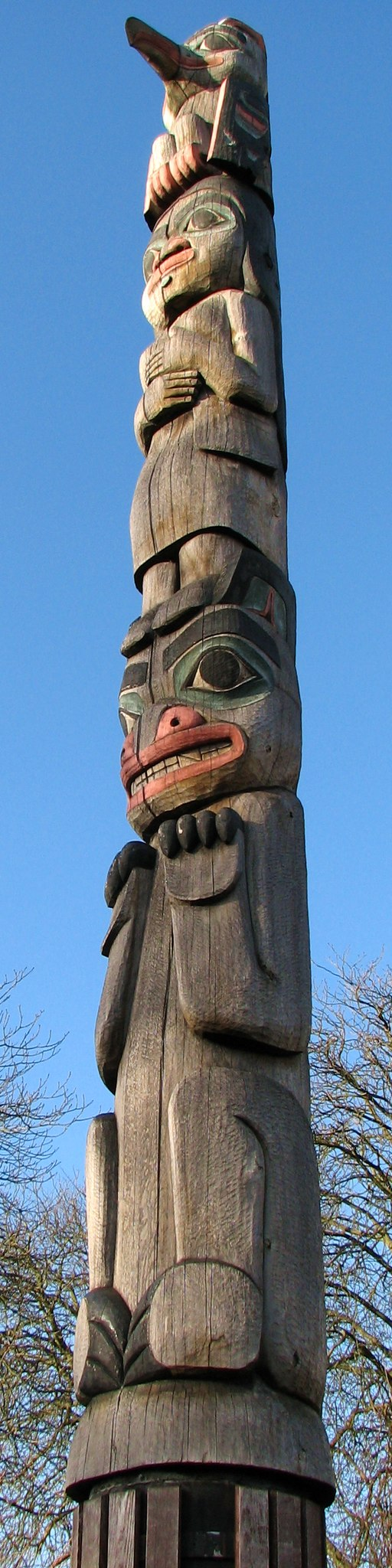
Il totem

Un totem, scolpito in cedro rosso, alto 6 metri, si erge fuori dall'ingresso principale del museo. È stato scolpito nel 1985 come parte dell'American Arts Festival da Nathan Jackson, un nativo Tlingit dell'Alaska. Le incisioni sul palo raffigurano figure di una leggenda dell'Alaska di una ragazza che sposò un orso, con un'aquila (stemma del clan di Jackson) in cima. Il palo è uno dei pochi totem nel Regno Unito, altri sono in mostra al British Museum, al National Museum of Scotland di Edimburgo, al Windsor Great Park, al Bushy Park, allo Yorkshire Sculpture Park, al Pitt Rivers Museum di Oxford e al molo di Alsford a Berkhamsted. C'è anche un totem nel Royal Albert Memorial Museum di Exeter.

### Edificio CUE
Il Museo Horniman contiene l'edificio CUE (Centre for Understanding the Environment). Questo è stato aperto nel 1996 ed è stato progettato dagli architetti locali Archetype utilizzando metodi sviluppati da Walter Segal. L'edificio ha un tetto in erba ed è stato costruito con materiali sostenibili. Incorpora anche la ventilazione passiva.

## Galleria d'immagini

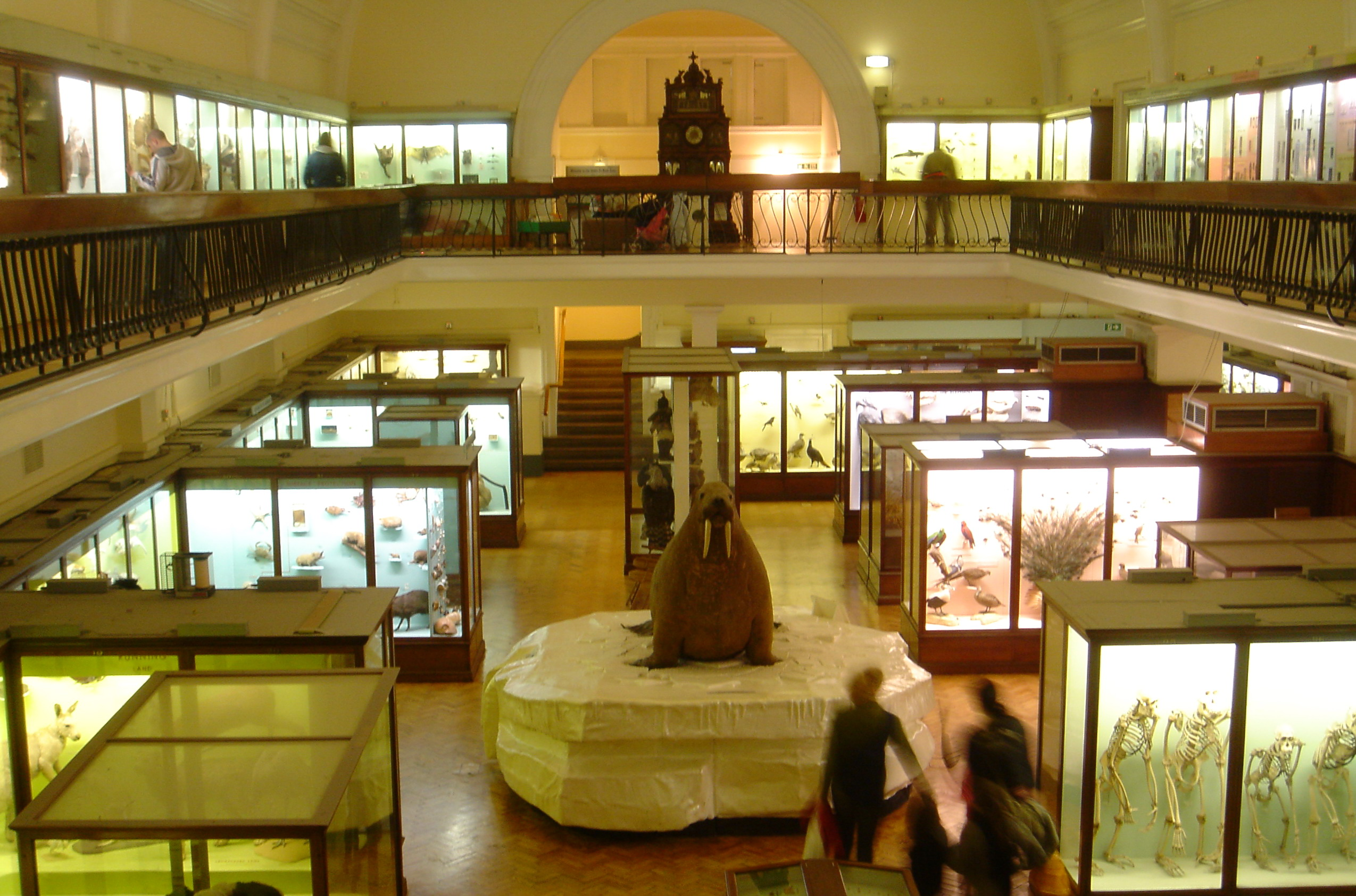
Galleria principale del museo
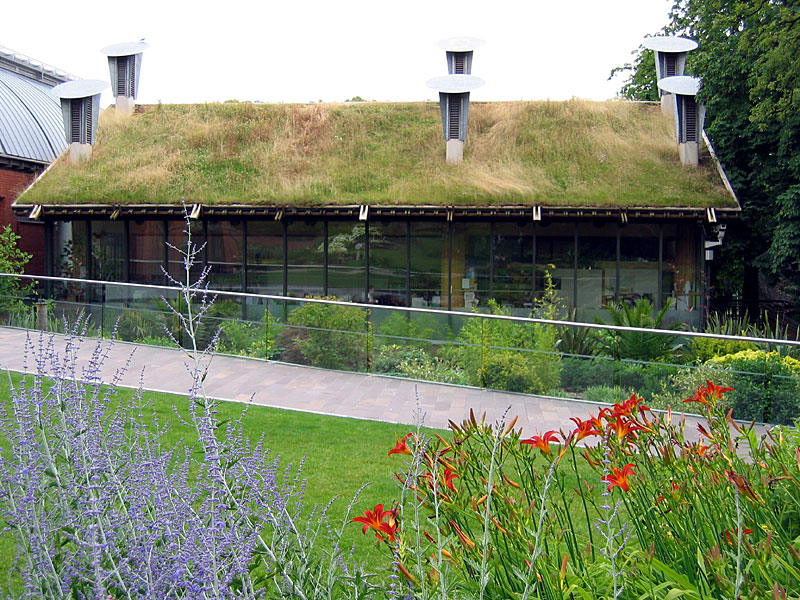
L'edificio CUE
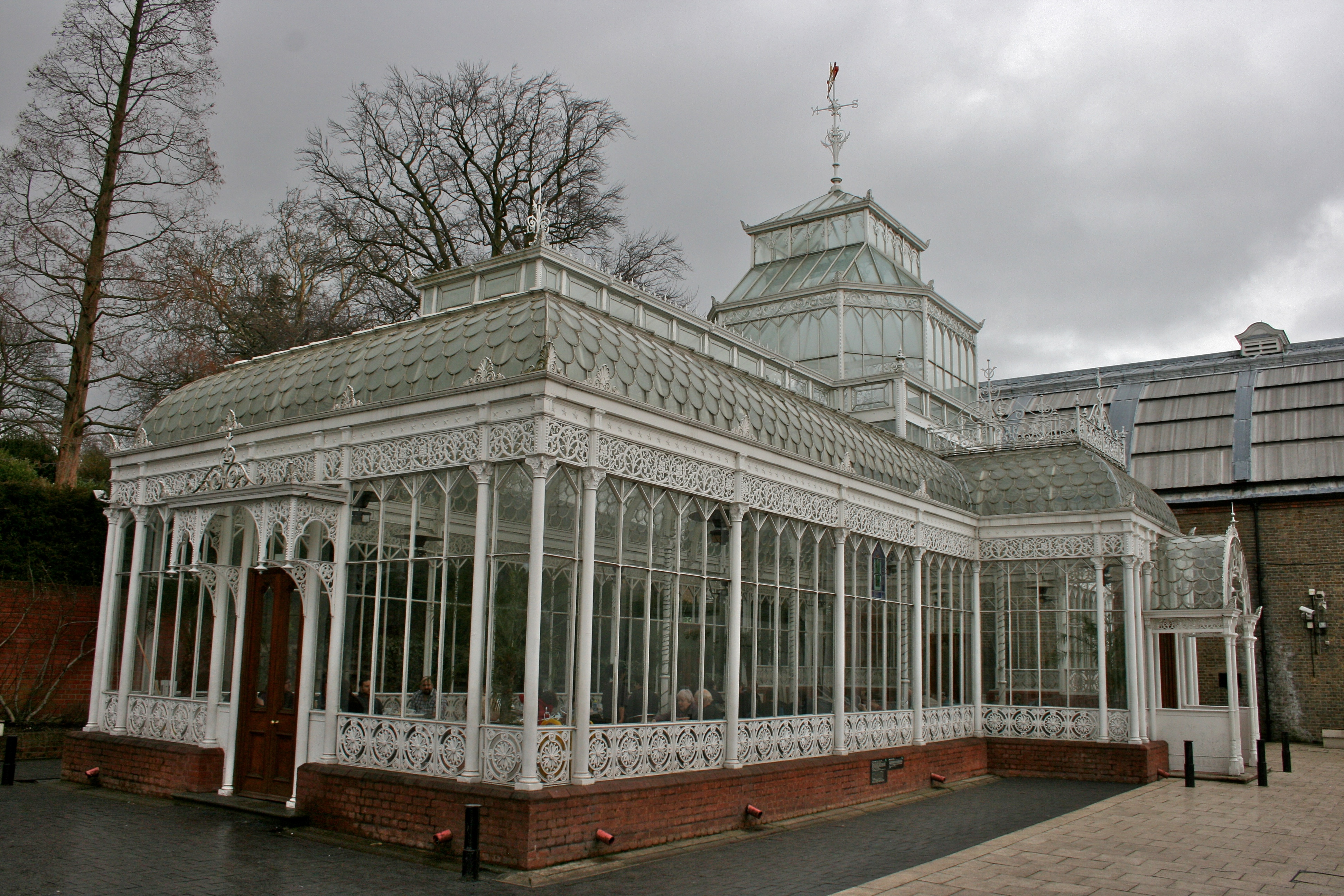
L'esterno del conservatorio (serra)
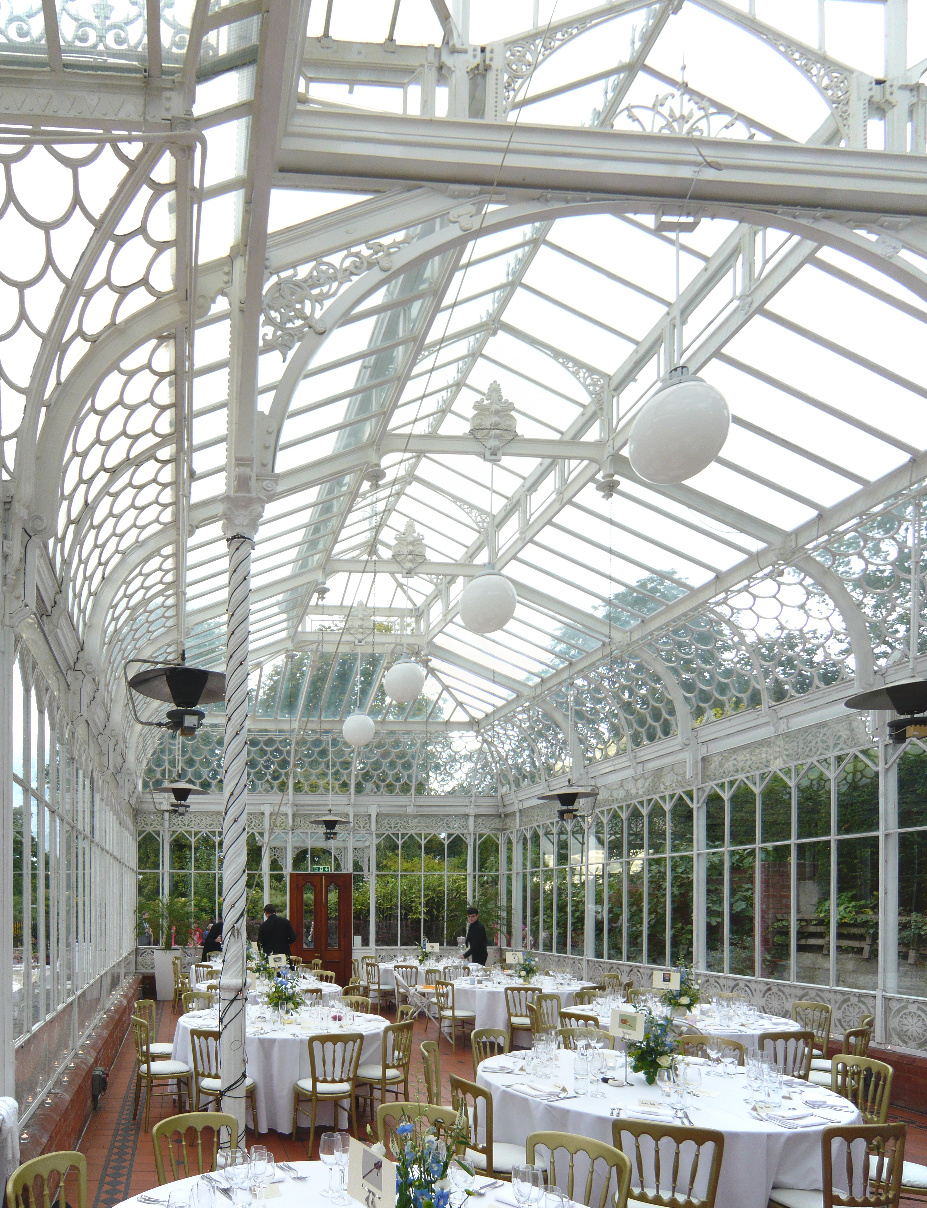
L'interno del conservatorio
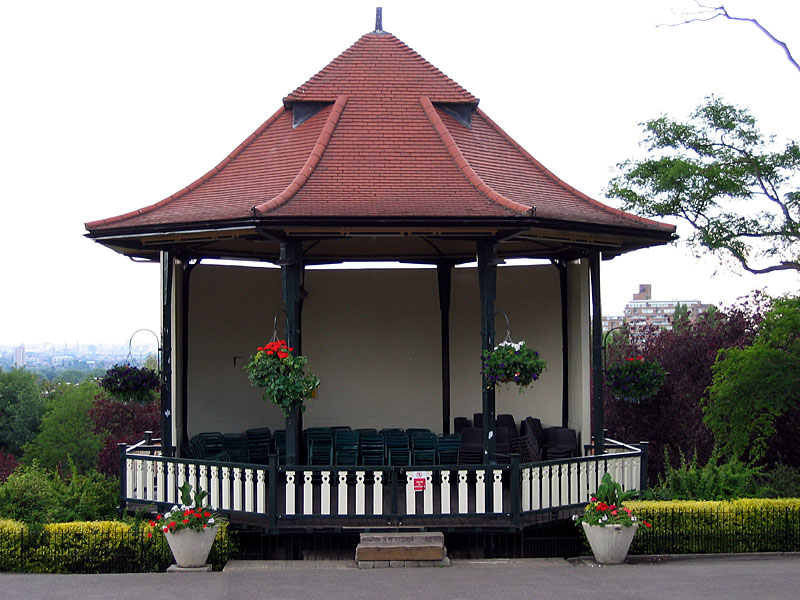
Il palco dell'orchestra, del 1912
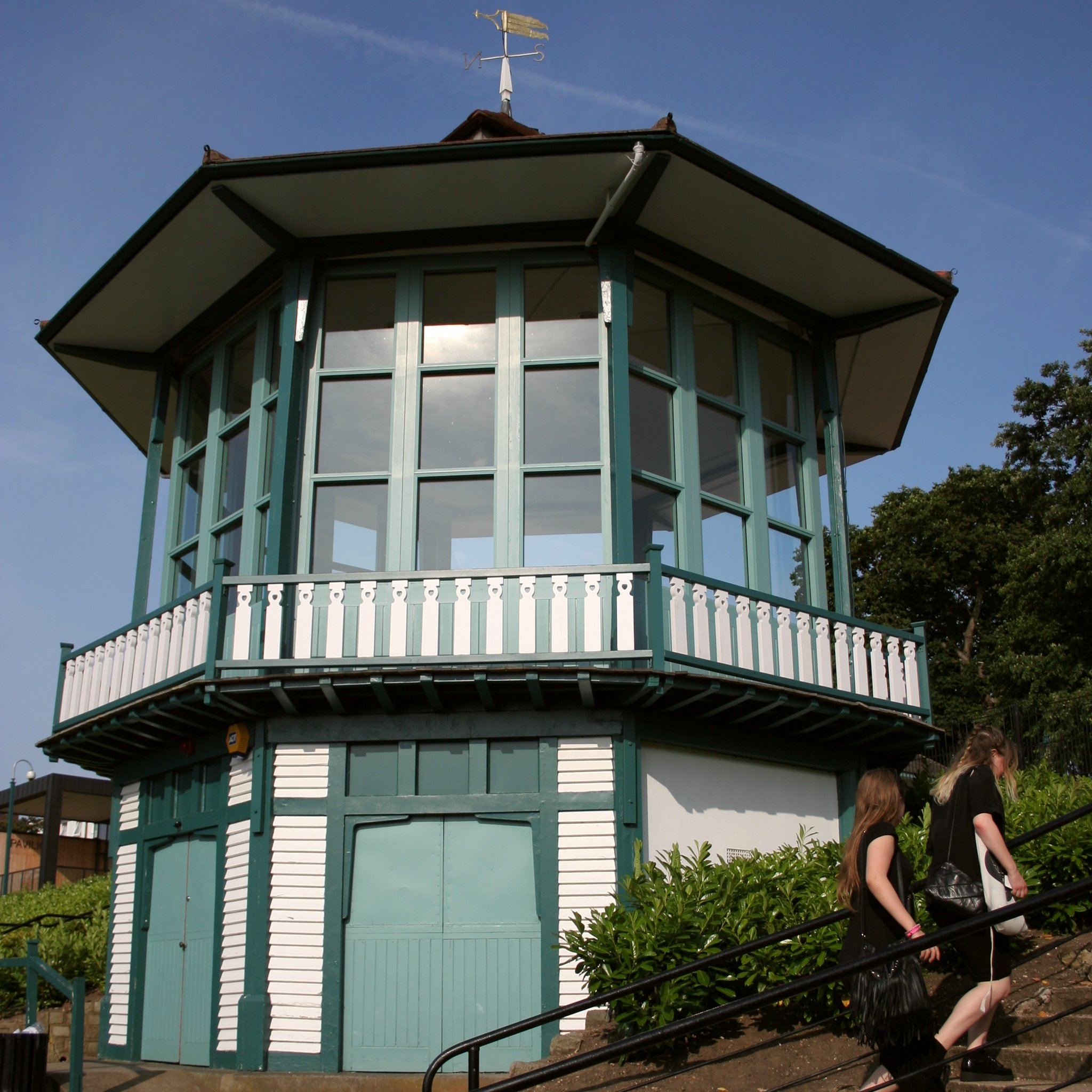
Il palco visto dal basso nel luglio 2013
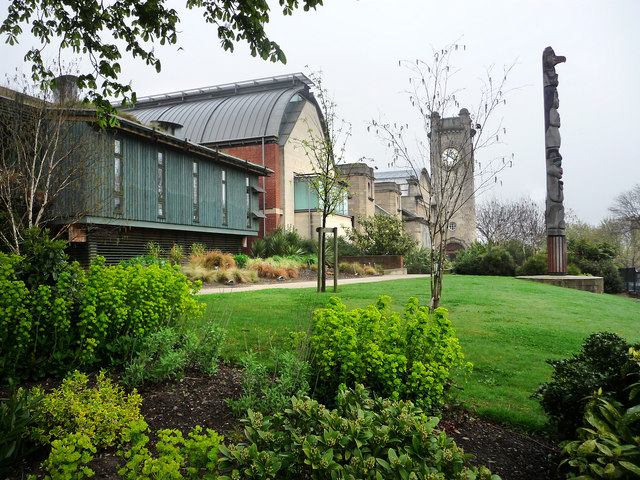
Il totem di Horniman
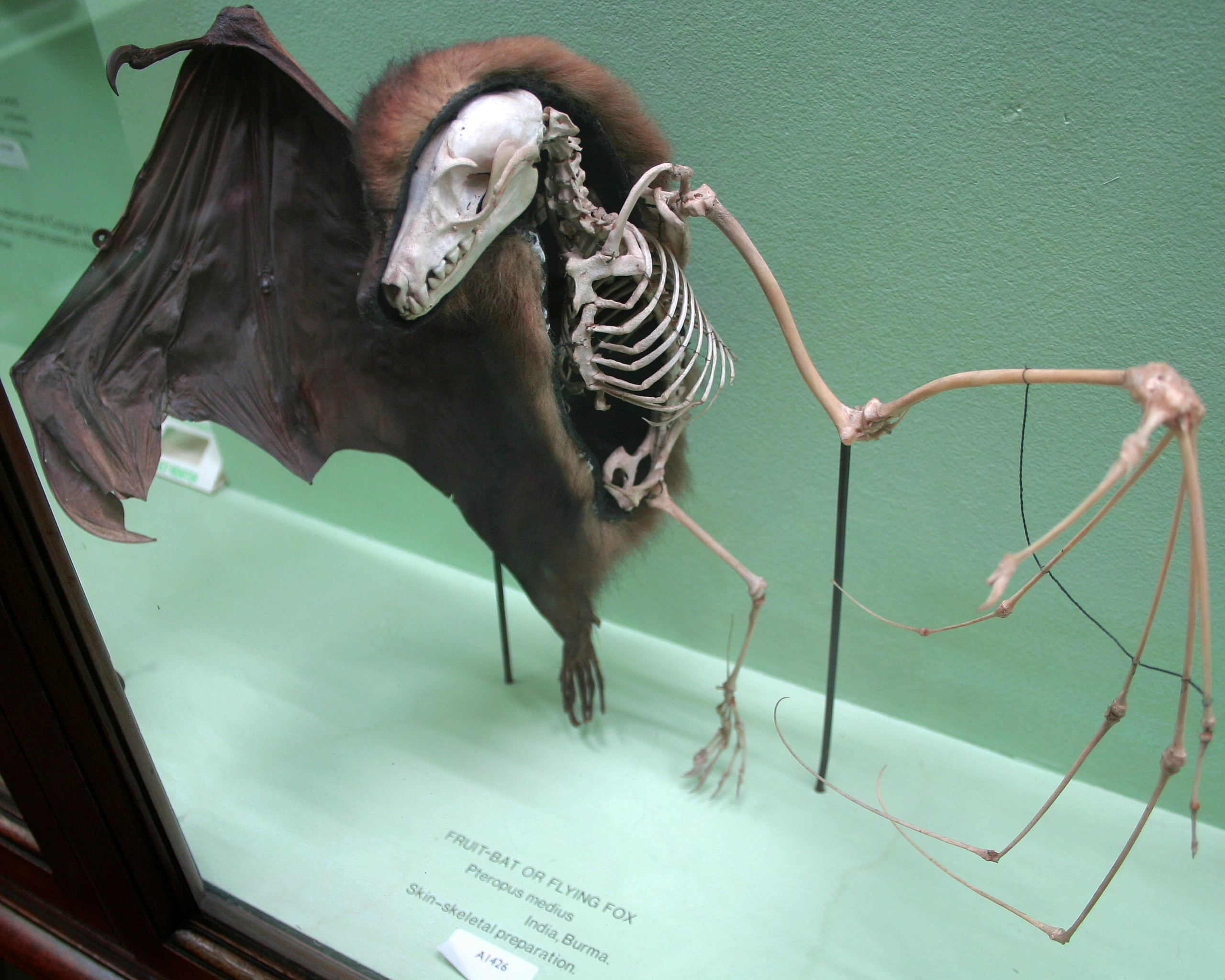
Un pipistrello della frutta, conservato, che mostra come lo scheletro si adatta alla sua pelle.
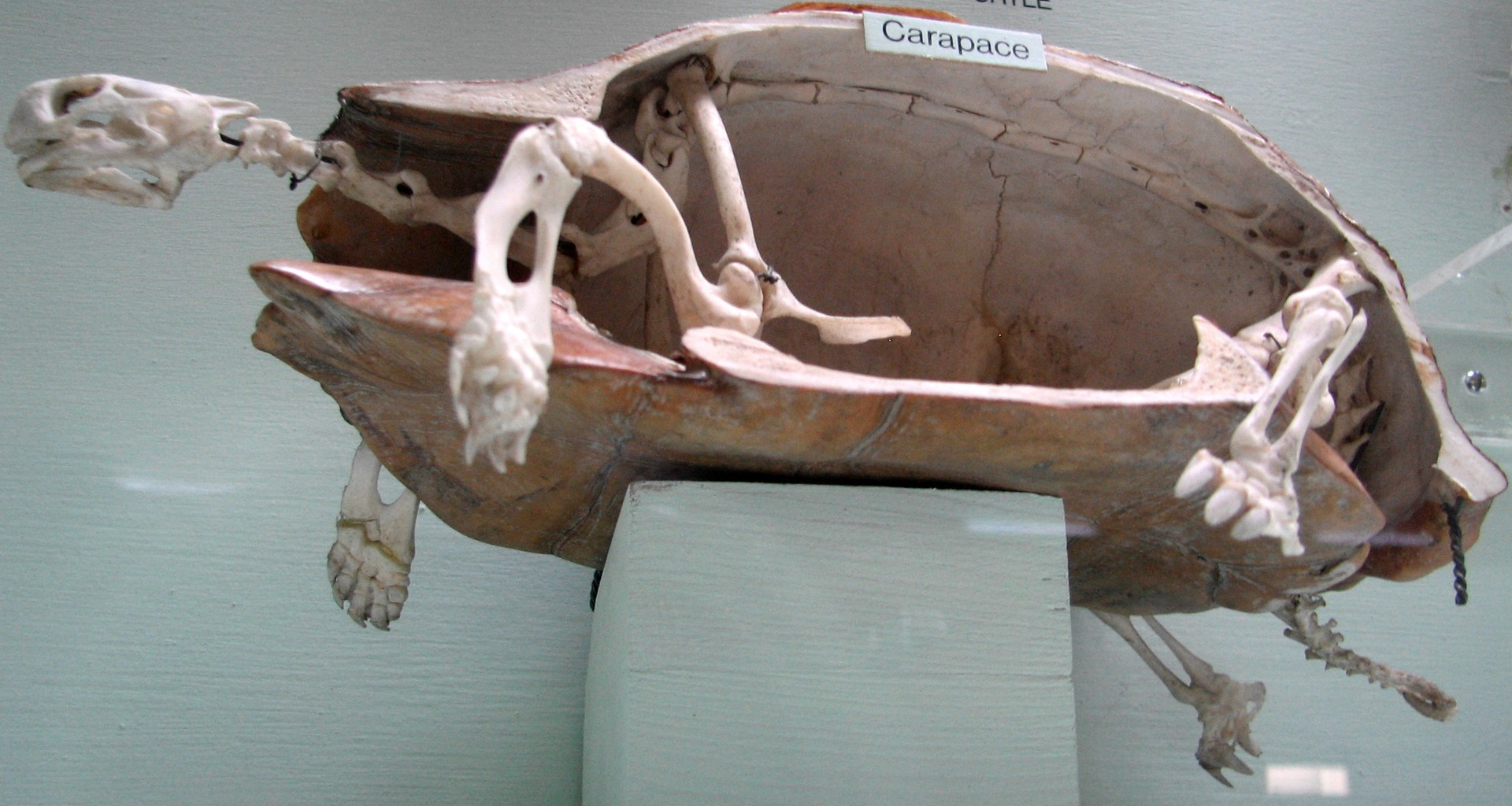
Uno scheletro di tartaruga, conservato, che mostra come il carapace si collega al resto dello scheletro.
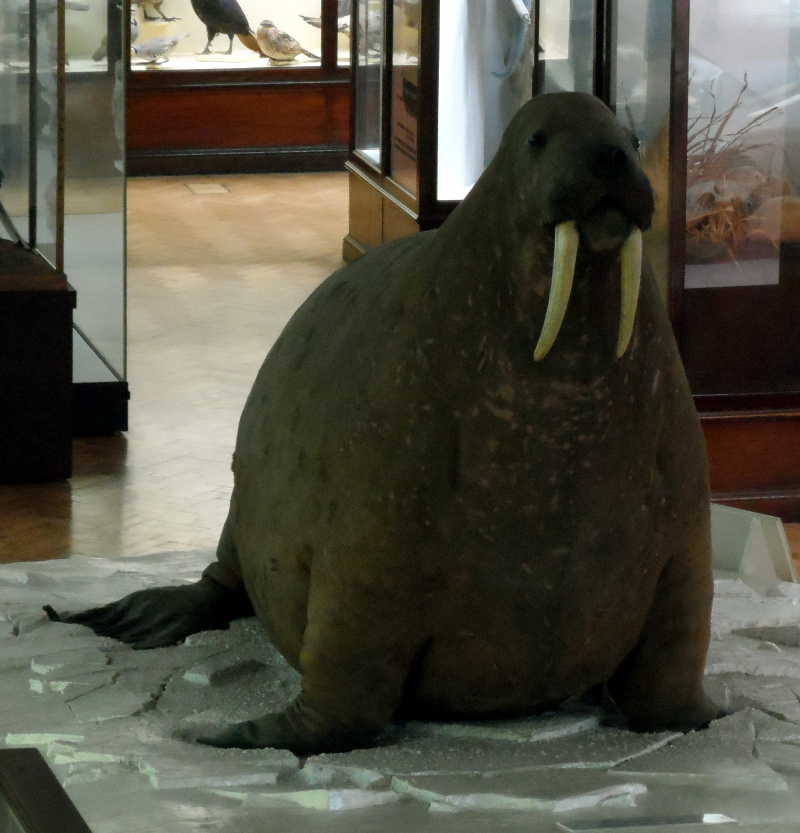
Tricheco canadese
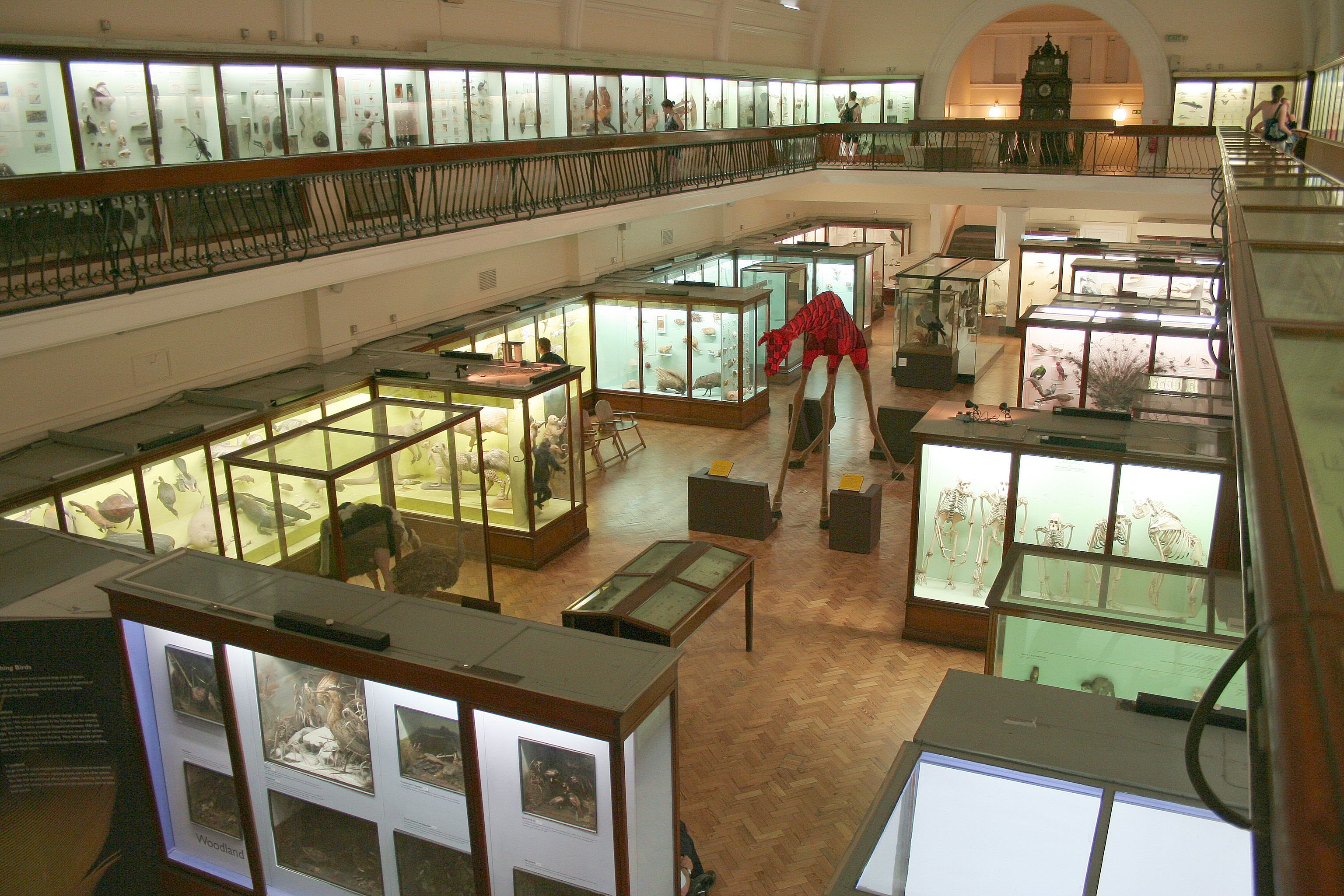
La Galleria di storia naturale con il tricheco imbottito è stata sostituita con un modello di giraffa nel luglio 2013